# Kurier Litewski

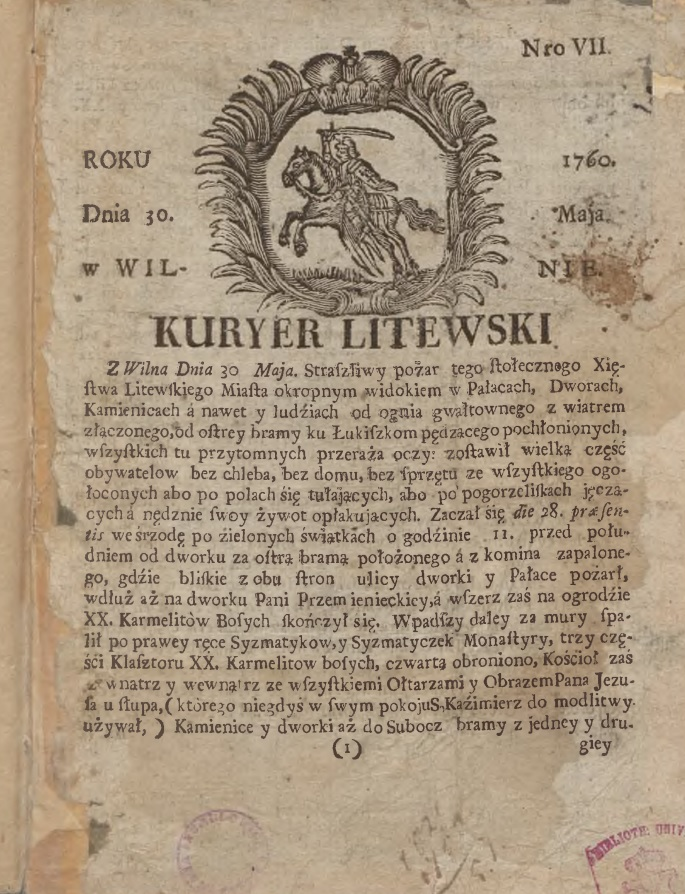
Титульна сторінка газети Kurier Litewski (1760, Вільнюс)

Kurier Litewski (лит. Lietuvos kurjeris — «Литовський кур'єр») — перша періодична газета (щотижневик) у Великому князівстві Литовському. Видавалася польською мовою, а пізніше, після поділів Речі Посполитої, також російською мовою у Вільнюсі з 19 квітня 1760 по 19 серпня 1763 року Віленською академією. Газета зберігала у своїй назві слово Litewski (литовський) до 1840 року, незважаючи на розпад Великого князівства Литовського та Речі Посполитої у 1795 році.
У газеті писалося про політичне життя Речі Посполитої та інших країн, публікувала новини про культуру, науку та медицину Вільнюса, містила додатки Wiadomości Literackie (1760–63), Wiadomości Cudzoziemskie (1760–63, спочатку називалася Wiadomości Uprzywilejowane) та Suplement do Gazet Wileńskich (1761–63).

## Редактори
Редакторами першої газети були Францішек Папроцький, А. Янушкевич nf В. Вяжевич.